# Виски Кавалер
«Виски Кавалер» (англ. Whiskey Cavalier) — американский телесериал, премьера которого состоялась на телеканале ABC 24 февраля 2019 года. 
12 мая 2019 года канал ABC закрыл телесериал после одного сезона.

## Сюжет
Сериал рассказывает о приключениях агента ФБР Уилла Чейз (кодовое имя: Виски Кавалер), которому после эмоционального срыва назначают в напарники оперативницу ЦРУ Франческу «Фрэнки» Троубридж (кодовое имя: Фиери Трибьюн). Вместе они возглавляют межучрежденческую команду шпионов, которые периодически спасают мир (и друг друга), при этом ища баланс между романтикой и дружбой и имея дело со сложными отношениями своих организаций.

## В ролях
- Скотт Фоли — Уилл Чейз
- Лорен Коэн — Франческа «Фрэнки» Троубридж
- Ана Ортис — Сьюзан Сэмпсон
- Тайлер Джеймс Уильямс — Эдгар Стэндиш
- Вир Дас — Джай Датта
- Джош Хопкинс — Рэй Принс

## Производство

### Разработка
24 октября 2017 года было объявлено о том, что ABC пилотный эпизод сериала после того, как несколько телесетей проявили интерес к проекту. Сценарий пилотного эпизода был написан Дейвом Хемингсоном, который также является исполнительным продюсером вместе с Биллом Лоуренсом и Джеффом Инголдом. Скотт Фоли был назначен продюсером сериала. Компании Doozer и Warner Bros. Television спродюсировали пилотный выпуск. 16 февраля 2018 года было объявлено, что Питер Атенсио будет режиссёром пилота и станет исполнительным продюсером. 11 мая 2018 года было объявлено, что ABC дал проекту «зелёный свет». Несколько дней спустя стало известно, что сериал выйдет весной 2019 года в качестве замены в межсезоне. В тот же день был выпущен первый трейлер сериала.

### Кастинг
Одновременно с объявлением о заказе пилотного эпизода стало известно, что Скотт Фоли сыграет главную роль и выступит продюсером. В феврале 2018 года Лорен Коэн, Ана Ортис и Тайлер Джеймс Уильямс присоединились к основному составу актёров. 23 августа 2018 года Джош Хопкинс получил основную роль в сериале после гостевой роли в пилотном эпизоде. 20 сентября 2018 года стало известно, что Беллами Янг исполнит гостевую роль.
Сериал практически полностью снят в Чехии.

## Список эпизодов

### Сезон 1 (2019)
| № общий | № в сезоне | Название                                                        | Режиссёр               | Автор сценария               | Дата премьеры   | Произв. код | Зрители в США (млн) |
| --- | ---------- | --------------------------------------------------------------- | ---------------------- | ---------------------------- | --------------- | ----------- | ------------------- |
| 1 | 1          | «Pilot» «Пилот»                                                 | Питер Атенсио          | Дэвид Хемингсон              | 24 февраля 2019 | 101         | 4.70                |
| После эмоционального разрыва жесткий, но ранимый супер-агент ФБР Уилл Чейз (кодовое имя: "Виски Кавалер") назначен работать с крутым оперативником ЦРУ Фрэнки Троубридж. Вместе они должны возглавить межведомственную команду героических шпионов, которые периодически спасают мир, а также друг друга, во время своих приключений по скалистым дорогам дружбы, романтики и офисной политики.                         |            |                                                                 |                        |                              |                 |             |                     |
| 2 | 2          | «The Czech List» «Чешский список»                               | Питер Атенсио          | Адам Щтикель                 | 6 марта 2019    | 102         | 5.31                |
| Команда отправляется в Прагу для своей первой официальной миссии, где Уилл должен соблазнить вдову печально известного судового магната, чтобы получить доступ к списку криминальных клиентов, однако Фрэнки сомневается в его способности обмануть скорбящую женщину. Вернувшись в Нью-Йорк, бюро назначает команде нового представителя, который является последним человеком, которого Уилл хочет видеть возле себя. |            |                                                                 |                        |                              |                 |             |                     |
| 3 | 3          | «When in Rome» «Однажды в Риме»                                 | Питер Атенсио          | Дэвид Хемингсон              | 13 марта 2019   | 103         | 3.75                |
| 4 | 4          | «Mrs. & Mr. Trowbridge» «Миссис и мистер Троубридж»             | Ромео Тироне           | Шери Элвуд                   | 20 марта 2019   | 104         | 3.67                |
| 5 | 5          | «The English Job» «Ограбление по-английски»                     | Аманда Марсалис        | Рик Мураки                   | 27 марта 2019   | 105         | 2.96                |
| 6 | 6          | «Five Spies and a Baby» «Пять шпионов и младенец»               | Майкл Спиллер          | Дин Лопата                   | 3 апреля 2019   | 106         | 3.12                |
| 7 | 7          | «Spain, Trains, and Automobiles» «Испания, поезда и автомобили» | Мэттью Черри           | Эми Поча & Сет Коэн          | 10 апреля 2019  | 107         | 3.12                |
| 8 | 8          | «Confessions of a Dangerous Mind» «Погружение в опасные мысли»  | Джон Ист               | Джамиль Салим                | 17 апреля 2019  | 108         | 2.85                |
| 9 | 9          | «Hearts & Minds» «Умы и сердца»                                 | Джон Ист               | Адам Хиггс                   | 24 апреля 2019  | 109         | 2.54                |
| 10 | 10         | «Good Will Hunting» «Умница Уилл на охоте»                      | Ромео Тироне           | Эрика Бэтти                  | 1 мая 2019      | 110         | 2.72                |
| 11 | 11         | «College Confidential» «Университетские тайны»                  | Роб Бэйли              | Хелена Бергер & Келси Мюррей | 8 мая 2019      | 111         | 2.43                |
| 12 | 12         | «Two Of A Kind» «Два сапога пара»                               | Дэйзи фон Шерлер Майер | Эшли Дарнелл                 | 15 мая 2019     | 112         | 2.54                |
| 13 | 13         | «Czech Mate» «Чешская девушка»                                  | Питер Атенсио          | Дэвид Хемингсон              | 22 мая 2019     | 113         | 3.64                |